# MLCAD
MLCAD (Mike's LEGO Computer Aided Design) er et virtuelt modeleringsprogram, der er designet til at bruge Lego-elementer. Det benytter LDraws bibliotek over elementer, og det giver mulighed for at bygge virtuelle Lego-modeller.
Programmet er findes til Windows, og det inkluderer support på engelsk, tysk, italiensk, hollandsk, japansk, tjekkisk, fransk og spansk.